# Manqana, romelic kvelafers gaaqrobs
Manqana, romelic kvelafers gaaqrobs (internationaler englischer Titel The Machine Which Makes Everything Disappear) ist ein georgischer Dokumentarfilm der Regisseurin Tinatin Gurchiani. Die Premiere des Films, der einen Einblick in das Leben und die Hoffnungen (vorwiegend) jugendlicher Georgier bietet, fand 2012 auf dem DOK Leipzig statt. Er wurde seither auf zahlreichen Filmfestivals gezeigt.

## Inhalt
Zu Beginn des Films wird auf einer Texttafel erläutert, dass die Regisseurin per Anzeige junge Leute aus Georgien zwischen 15 und 23 Jahren, die glauben, dass ihr Leben Stoff für einen Film abgeben würde, aufgerufen hat, an einem Casting teilzunehmen. Es melden sich sowohl Personen aus diesem Altersbereich als auch Ältere und ein dreizehnjähriger Knabe. Sie werden von der Regisseurin zu ihrem Leben, ihren Hoffnungen und Sorgen befragt. Einigen folgt sie in ihr Alltagsleben. So dem Knaben, der neben dem Schulbesuch auf dem Hof seiner Eltern bei der Ernte mithilft. Er begleitet seinen Vater, der sich den Arm gebrochen hat, zum Bus, der ihn ins Krankenhaus bringt. Mit einem geliehenen Mobiltelefon versuchen der Knabe und seine Mutter vergeblich, den Vater dort zu erreichen. Zu den weiteren Personen, die im Film auftreten, gehört ein junger Mann, der als Bürgermeister eines Dorfes mit 150 Einwohnern amtiert, deren Altersdurchschnitt bei 70 Jahren liegt. Ein Mädchen, von der Regisseurin gefragt, was sie mit der titelgebenden Maschine verschwinden lassen würde, meint: sich selbst. Sie sei immer müde, sei alles müde, selbst noch des Müdeseins. Und doch hat sie einen innigen Wunsch: einen kleinen Kirschbaum als Zimmerpflanze. Eine andere junge Frau wird von der Regisseurin begleitet, als sie ihre Mutter konfrontiert, die ihre Familie vor langer Zeit wegen eines Mannes verlassen hat. Ein Mann, dessen Bruder wegen Raubes zu 25 Jahren Gefängnis verurteilt wurde und bereits seit mehreren Jahren in Haft ist, besucht Verwandte und Bekannte, um sie zu brieflichem Kontakt zu ermuntern – darunter eine Bekannte des Bruders, die ihn nur einmal als junges Mädchen getroffen hat, aber von ihm Liebesbriefe erhält. Sie fühlt sich zum Antworten verpflichtet und dazu, ihm seine Hoffnung nicht zu nehmen, obwohl er noch viele Jahre im Gefängnis verbringen wird. Gegen Ende des Films hält ein Interviewter einen Monolog, in dem er seiner Enttäuschung über das Leben Ausdruck verleiht.

## Rezeption
Die Kritikensammlung von Rotten Tomatoes verzeichnet mit Stand Februar 2021 15 englischsprachige Rezensionen für Manqana, romelic kvelafers gaaqrobs, von denen 67 % positiv ausfallen.
Jeannette Catsoulis bezeichnete den Film in der New York Times als ein „trauriges, seltsames Mosaik der Sehnsucht – nach Ruhm, Familie oder einfach nach finanzieller Unterstützung“. Kameramann Andreas Bergmann verleihe den heruntergekommenen Aufnahmeorten eine weiche Schönheit.
Für Tim Grierson in Screen Daily bewegt sich der Film zwischen „leichter Komödie“ und „dornigem Drama“, wobei er wie eine zufällige Sammlung von Kurzgeschichten wirken könne. Grierson betont das „entwaffnende Mitgefühl“, von dem selbst die schmerzhaftesten Momente geprägt seien, und lobt ebenfalls die Arbeit des Kameramanns („lebhaft, naturalistisch“).
Skeptischer fiel eine Rezension von Gary Goldstein in der Los Angeles Times aus. Den „freimütigen, markigen“ Charakterskizzen des Films fehle es an Struktur und einem Zusammenhang mit der gezeigten, überwiegend „grauen, düsteren, armseligen“ Welt. Ohne ein Verständnis dafür, wie die Geschichten wirklich mit dem Land und seinen Leuten zusammenhängen, ergebe der Film einen „fesselnden Haufen Lehm, dem es an einem guten Bildhauer fehlt“.

## Auszeichnungen
Auf dem Sundance Film Festival 2013 erhielt Tinatin Gurchiani für Manqana, romelic kvelafers gaaqrobs den Directing Award in der Kategorie World Cinema Documentary. Ebenfalls 2013 wurde sie auf dem Hot Docs Canadian International Documentary Festival mit dem Filmmaker-to-Filmmaker Award ausgezeichnet.
Nominiert war Gurchiani mit Manqana, romelic kvelafers gaaqrobs 2013 darüber hinaus für einen VIKTOR DOK.horizonte auf dem Internationalen Dokumentarfilmfestival München und für ein Silbernes Auge auf dem Internationalen Dokumentarfilmfestival Jihlava. 2014 war sie für ihren Film bei den US-amerikanischen Cinema Eye Honors in den Kategorien Outstanding Achievement in Direction und Outstanding Achievement in a Debut Feature Film nominiert.